# 도밍고 고메스아세도
도밍고 고메스아세도 비야누에바(스페인어: Domingo Gómez-Acedo Villanueva; 1898년 6월 6일, 바스크 주 빌바오 ~ 1980년 9월 14일, 바스크 주 게초)는 초민(스페인어: Txomin)으로도 알려진 스페인의 축구 선수이다. 그는 주로 좌측 공격수를 맡았지만, 좌측 수비수를 맡은 적도 있다.

## 클럽 경력
아세도는 현역 시절 전부를 아틀레틱 빌바오에 바쳤다. 그는 전국 대회인 코파 델 레이를 4번 우승하였는데, 1916년 결승전에서 1번, 1921년 결승전에서 2번 득점을 올렸다. 그는 지역 대회인 북부/비스카이아 선수권 대회도 8번 우승했으며, 14년 동안 호세 마리아 벨라우스테, 사비노 빌바오, 그리고 피치치와 함께 빌바오와 국가대표팀에서 활약하였다. 그의 가장 두드러지는 장점은 주력과 틀에 맞춘 경기에 능숙했는데, '올림픽 골'(코너킥을 그대로 골망을 흔듦)을 넣은 경험도 있다.
그는 아틀레틱 역사상 최연소 출전 및 득점 기록을 지니고 있는데, 그는 1914년 10월 18일에 북부 지역 선수권 대회에서 16세 4개월 12일의 나이로 신고식을 치러 득점을 올렸다. 그는 당시 아직 6개월의 기간이 지나야 하기 때문에 아틀레틱 선수로 공식 등록하지 않았는데, 그에 따라 협회가 구단에 제제를 가하기도 했다. 그의 기록은 간혹 아구스틴 가인사가 보유한 것으로 잘못 나온 경우도 있다. (또 이 기록을 이케르 무니아인이 가져갔다고 잘못 표시된 경우도 있다)
아세도는 코파 델 레이에서도 아틀레틱의 최연소 출전과 득점 기록을 지니고 있는데, 그는 1915년 4월 25일에 16세 10개월 19일로 처음 출전한 이 대회의 경기에서 득점을 올렸다.(이는 무니아인이나 가인사도 17세 생일을 맞이하기 전까지 이루지 못했다.)

## 국가대표팀 경력
그는 1920년 하계 올림픽에 참가한 스페인 국가대표팀의 원년 선수단 일원으로, 이 대회에서 은메달을 목에 걸었다.

### 국가대표팀 득점 기록
| #  | 날짜           | 경기장                           | 상대   | 점수 | 최종결과 | 대회               |
| -- | -------------- | -------------------------------- | ------ | ---- | -------- | ------------------ |
| 1. | 1920년 9월 1일 | 벨기에 안트베르펜 브로트스트라트 | 스웨덴 | 2–1  | 2–1      | 1920년 하계 올림픽 |

## 사생활
도밍고 아세도의 형 아킬리노도 아틀레틱 빌바오 선수였는데, 아킬리노는 그의 동생이 신고식을 치르기 얼마 전에 신고식을 치렀다: 그는 부상으로 일찍 은퇴해 짧아진 현역 기간 동안 1913년 코파 델 레이 결승전에 출전해 라싱 이룬과의 경기에서 패하였고, 산 마메스 개장 경기에서 같은 상대(레알 우니온으로 개칭)하여 이기는 경험을 했다.
그의 자매 마리아 메르세데스는 언론인 마누엘 아스나르 수비가라이와 결혼했다. 둘은 1990년대에 스페인의 총리를 역임한 호세 마리아 아스나르의 조부모이다.

## 수상
아틀레틱 빌바오
- 코파 델 레이: 1915, 1916, 1921, 1923
- 비스카이아/북부 선수권 대회: 1914–15, 1915–16, 1919–20, 1920–21, 1922–23, 1923–24, 1926–27, 1928–29